# Kostomarivka, Bobrîneț
Kostomarivka (în ucraineană Костомарівка) este localitatea de reședință a comunei Kostomarivka din raionul Bobrîneț, regiunea Kirovohrad, Ucraina.

## Demografie
Componența lingvistică a localității Kostomarivka
     Ucraineană (93,66%)
     Română (4,29%)
     Alte limbi (0,82%)
Conform recensământului din 2001, majoritatea populației localității Kostomarivka era vorbitoare de ucraineană (93,66%), existând în minoritate și vorbitori de română (4,29%) și armeană (1,23%).